# المسيل (أفلح اليمن)

تعديل مصدري - تعديل

المسيل هي إحدى قرى عزلة جياح بمديرية أفلح اليمن التابعة لمحافظة حجة، بلغ تعداد سكانها 50 نسمة حسب تعداد اليمن لعام 2004.